# 15-й отдельный зенитный артиллерийский дивизион
15-й отдельный зенитный артиллерийский дивизион - воинская часть вооружённых сил СССР в Великой Отечественной войне. Во время ВОВ в составе РККА и войск ПВО существовало пять формирований части с одним и тем же номером.

## 15-й отдельный зенитный артиллерийский дивизион 4-й армии, 2-й ударной армии, Волховского и Ленинградского фронтов
Дивизион формировался дважды

### 1-го формирования
В составе действующей армии с 15 ноября 1941 года по 15 апреля 1943 года.
В 1941 - 1943 годах действовал под Тихвином, по Волхову, прикрывал войска в ходе операции по прорыву блокады Ленинграда
15 апреля 1943 года обращён на формирование 4-го зенитного артиллерийского полка

#### Подчинение
| Подчинение      | Подчинение                                                 | Подчинение          | Подчинение | Подчинение | Подчинение | Подчинение        |
| Дата            | Фронт (округ)                                              | Армия               | Корпус     | Дивизия    | Бригада    | Примечания        |
| --------------- | ---------------------------------------------------------- | ------------------- | ---------- | ---------- | ---------- | ----------------- |
| 01.12.1941 года | -                                                          | 4-я отдельная армия | -          | -          | -          | -                 |
| 01.01.1942 года | Волховский фронт                                           | -                   | -          | -          | -          | точных данных нет |
| 01.02.1942 года | Волховский фронт                                           | -                   | -          | -          | -          | точных данных нет |
| 01.03.1942 года | Волховский фронт                                           | -                   | -          | -          | -          | точных данных нет |
| 01.04.1942 года | Волховский фронт                                           | -                   | -          | -          | -          | точных данных нет |
| 01.05.1942 года | Ленинградский фронт (Группа войск Волховского направления) | -                   | -          | -          | -          | точных данных нет |
| 01.06.1942 года | Ленинградский фронт (Волховская группа войск)              | -                   | -          | -          | -          | -                 |
| 01.07.1942 года | Волховский фронт                                           | -                   | -          | -          | -          | -                 |
| 01.08.1942 года | Волховский фронт                                           | -                   | -          | -          | -          | -                 |
| 01.09.1942 года | Волховский фронт                                           | -                   | -          | -          | -          | -                 |
| 01.10.1942 года | Волховский фронт                                           | -                   | -          | -          | -          | -                 |
| 01.11.1942 года | Волховский фронт                                           | -                   | -          | -          | -          | -                 |
| 01.12.1942 года | Волховский фронт                                           | 59-я армия          | -          | -          | -          | -                 |
| 01.01.1943 года | Волховский фронт                                           | 2-я ударная армия   | -          | -          | -          | -                 |
| 01.02.1943 года | Волховский фронт                                           | 2-я ударная армия   | -          | -          | -          | -                 |
| 01.03.1943 года | Ленинградский фронт                                        | 2-я ударная армия   | -          | -          | -          | -                 |
| 01.04.1943 года | Ленинградский фронт                                        | 2-я ударная армия   | -          | -          | -          | -                 |

### 2-го формирования
По расформировании 4-го зенитного артиллерийского полка 28 июня 1943 года, вновь стал отдельным дивизионом.
В составе действующей армии с 28 июня 1943 года по 12 марта 1944 года в составе ПВО сухопутных войск и с 12 марта 1944 по 15 октября 1944 года в составе войск ПВО страны.
Действовал в районах Погостье - Кириши, прикрывал войска в ходе Ленинградско-Новгородской операции. 12 марта 1944 года передан в состав войск ПВО страны
С конца 1944 года находится в Раквере

#### Подчинение
| Подчинение      | Подчинение          | Подчинение              | Подчинение | Подчинение                      | Подчинение | Подчинение |
| Дата            | Фронт (округ)       | Армия                   | Корпус     | Дивизия                         | Бригада    | Примечания |
| --------------- | ------------------- | ----------------------- | ---------- | ------------------------------- | ---------- | ---------- |
| 01.07.1943 года | Ленинградский фронт | -                       | -          | -                               | -          | -          |
| 01.08.1943 года | Ленинградский фронт | -                       | -          | -                               | -          | -          |
| 01.09.1943 года | Волховский фронт    | 8-я армия               | -          | -                               | -          | -          |
| 01.10.1943 года | Волховский фронт    | -                       | -          | -                               | -          | -          |
| 01.11.1943 года | Волховский фронт    | 54-я армия              | -          | -                               | -          | -          |
| 01.12.1943 года | Волховский фронт    | 54-я армия              | -          | -                               | -          | -          |
| 01.01.1944 года | Волховский фронт    | 54-я армия              | -          | -                               | -          | -          |
| 01.02.1944 года | Волховский фронт    | 54-я армия              | -          | -                               | -          | -          |
| 01.03.1944 года | Ленинградский фронт | 54-я армия              | -          | -                               | -          | -          |
| 01.04.1944 года | -                   | Ленинградская армия ПВО | -          | Ладожский дивизионный район ПВО | -          | -          |
| 01.05.1944 года | -                   | Ленинградская армия ПВО | -          | Ладожский дивизионный район ПВО | -          | -          |
| 01.06.1944 года | -                   | Ленинградская армия ПВО | -          | 77-я дивизия ПВО                | -          | -          |
| 01.07.1944 года | -                   | Ленинградская армия ПВО | -          | 77-я дивизия ПВО                | -          | -          |
| 01.08.1944 года | -                   | Ленинградская армия ПВО | -          | 77-я дивизия ПВО                | -          | -          |
| 01.09.1944 года | -                   | Ленинградская армия ПВО | -          | 77-я дивизия ПВО                | -          | -          |
| 01.10.1944 года | -                   | Ленинградская армия ПВО | -          | -                               | -          | -          |
| 01.11.1944 года | -                   | Ленинградская армия ПВО | -          | -                               | -          | -          |
| 01.12.1944 года | -                   | Ленинградская армия ПВО | -          | -                               | -          | -          |
| 01.01.1945 года | -                   | Ленинградская армия ПВО | -          | -                               | -          | -          |
| 01.02.1945 года | -                   | Ленинградская армия ПВО | -          | -                               | -          | -          |
| 01.03.1945 года | -                   | Ленинградская армия ПВО | -          | -                               | -          | -          |
| 01.04.1945 года | -                   | Ленинградская армия ПВО | -          | -                               | -          | -          |
| 01.05.1945 года | -                   | Ленинградская армия ПВО | -          | -                               | -          | -          |

## 15-й отдельный зенитный артиллерийский дивизион Северного и Карельского фронтов, 7-й отдельной и 26-й армий
В составе действующей армии с 29 июня 1941 года по 10 сентября 1942 года.
На 22 июня 1941 года прикрывает Беломорско-Балтийский канал и по-видимому, на обороне его северного участка, переподчиняясь, находится до своего расформирования
10 сентября 1942 года обращён на доукомплектование 369-го отдельного зенитного артиллерийского дивизиона.

### Подчинение
| Подчинение      | Подчинение       | Подчинение | Подчинение | Подчинение | Подчинение                         | Подчинение |
| Дата            | Фронт (округ)    | Армия      | Корпус     | Дивизия    | Бригада                            | Примечания |
| --------------- | ---------------- | ---------- | ---------- | ---------- | ---------------------------------- | ---------- |
| 22.06.1941 года | Северный фронт   | -          | -          | -          | Петрозаводский бригадный район ПВО | -          |
| 01.07.1941 года | Северный фронт   | 7-я армия  | -          | -          | Петрозаводский бригадный район ПВО | -          |
| 10.07.1941 года | Северный фронт   | 7-я армия  | -          | -          | Петрозаводский бригадный район ПВО | -          |
| 01.08.1941 года | Северный фронт   | 7-я армия  | -          | -          | Петрозаводский бригадный район ПВО | -          |
| 01.09.1941 года | Карельский фронт | 7-я армия  | -          | -          | Петрозаводский бригадный район ПВО | -          |
| 01.10.1941 года | Карельский фронт | -          | -          | -          | Петрозаводский бригадный район ПВО | -          |
| 01.11.1941 года | Карельский фронт | -          | -          | -          | Петрозаводский бригадный район ПВО | -          |
| 01.12.1941 года | Карельский фронт | -          | -          | -          | Петрозаводский бригадный район ПВО | -          |
| 01.01.1942 года | Карельский фронт | -          | -          | -          | -                                  | -          |
| 01.02.1942 года | Карельский фронт | -          | -          | -          | -                                  | -          |
| 01.03.1942 года | Карельский фронт | -          | -          | -          | -                                  | -          |
| 01.04.1942 года | Карельский фронт | -          | -          | -          | -                                  | -          |
| 01.05.1942 года | Карельский фронт | 26-я армия | -          | -          | -                                  | -          |
| 01.06.1942 года | Карельский фронт | 26-я армия | -          | -          | -                                  | -          |
| 01.07.1942 года | Карельский фронт | 26-я армия | -          | -          | -                                  | -          |
| 01.08.1942 года | Карельский фронт | 26-я армия | -          | -          | -                                  | -          |
| 01.09.1942 года | Карельский фронт | 26-я армия | -          | -          | -                                  | -          |

## 15-й отдельный зенитный артиллерийский дивизион 15-й танковой дивизии
Сформирован летом 1940 года на базе 73-го отдельного зенитного артиллерийского дивизиона 16-й кавалерийской дивизии. На 22 июня 1941 года дислоцируется в Станиславе.
В составе действующей армии с 22 июня 1941 года по 14 августа 1941 года.
Являлся зенитным дивизионом 15-й танковой дивизии, повторил её боевой путь.
14 августа 1941 года остатки дивизиона переформированы в Сталинграде в отдельный зенитный артиллерийский дивизион 4-й танковой бригады

## 15-й отдельный зенитный артиллерийский дивизион 92-й стрелковой дивизии
Сформирован в составе дивизии в 1936 году, на 22 июня 1941 года дислоцируется в Барабаше
В составе действующей армии с 30 октября 1941 года по 27 декабря 1941 года.
Являлся зенитным дивизионом 92-й стрелковой дивизии, повторил её боевой путь, действовал под Тихвином
27 декабря 1941 года переформирован в 163-ю отдельную зенитную артиллерийскую батарею 92-й стрелковой дивизии